# Habib (cantor)
Хаби́б-Рахма́н Саби́рович Шари́пов ou Khabib-Rahman Sabirovich Sharipov (Cazã, 1 de junho de 1990), mais conhecido como Хаби́б, Habib, ou ainda como Khabib é um cantor, compositor, youtuber, tiktoker e vlogueiro russo. É conhecido por sua participação no programa Песни (Pesni) do canal TNT russo, e pelas canções Ягода малинка (Yagoda Malinka) e Ближе (Blizhe).

## Biografia
Desde a juventude, Habib estudou música, ele cantava e aprendeu sozinho a tocar violão. Mas então ele decidiu seguir os passos de seu pai, um policial. Formado em criminologia passou a atuar em sua especialidade: durante cinco anos viajou à cena do crime, fez perícias. Ele diz que o trabalho era nervoso e difícil, às vezes era necessário investigar incidentes terríveis.
Habib Sharipov não abandonou seu hobby e não desistiu do desejo de se tornar um artista. E em algum momento ele decidiu deixar a polícia para estudar seriamente música, sobre a qual não contou aos pais por três meses, ele não queria incomodar. 
Habib começou sua carreira de cantor com a ajuda do Instagram, publicou covers de canções famosas e recebeu bom feedback dos ouvintes. Olga Buzova contribuiu para o crescimento do número de assinantes, Khabib fez vários covers de suas canções, e ela, por sua vez, os repostou.
Sharipov ficou tão inspirado que mais tarde, participando da seleção para o projeto "Песни (Pesni)" da TNT, subiu ao palco com um cover de "Little Halves". A versão para guitarra da música ajudou a surpreender os jurados e a conquistar a simpatia do público. O apresentador Pavel Volya observou então que Habib "canta as canções de Buzova, embora a própria Buzova não possa cantá-las". No entanto, nenhum dos jurados escolheu o cantor para sua equipe. Mais tarde, porém, os espectadores votaram para tê-lo de volta no projeto.
Sharipov chegou ao elenco de "Песни (Pesni)" quando já havia se mudado de Cazã para Moscou (ele diz que chegou à capital apenas com uma guitarra). Como resultado do show, ele assinou um contrato com o centro de produção MALFA, pouco antes de Max Fadeev  demitir todos os seus pupilos em geral. Habib partiu em uma viagem livre, primeiro experimentando a si mesmo nos Vines e, em seguida, apoiando sua atividade musical por meio do TikTok.
Logo apareceu o projeto "Super House" de David Manukyan, organizado na esteira da popularidade das "casas Tiktok" no início do verão de 2020. Habib se tornou um dos participantes da casa, e o mais velho, alguns de seus colegas na Super House são dez anos mais novos que Sharipov, ou até mais.
Um verdadeiro avanço musical aconteceu no final de 2020, quando Habib gravou sua nova faixa "Ягода малинка (Yagoda Malinka)". Graças ao refrão extremamente pegajoso e ao texto descomplicado, a música imediatamente se tornou um sucesso, chegou a quase todas as paradas russas e gerou muitos vídeos gravados para ela no TikTok. É interessante que, como diz Sharipov, no início poucos acreditaram em "Yagoda Malinka", eles até lhe disseram que a música era francamente fraca, e no final até DJ Smash fez um remix dela.

## Discografia

### Singles
| Ano  | Título                                                                                    | Melhores posições atingidas            | Melhores posições atingidas | Melhores posições atingidas    |
| Ano  | Título                                                                                    | Principais sucessos de rádio e YouTube | Top sucessos de rádio       | Principais sucessos do YouTube |
| ---- | ----------------------------------------------------------------------------------------- | -------------------------------------- | --------------------------- | ------------------------------ |
| 2017 | «Человек-океан» (Chelovek-okean) com Raimom Trigerom                                      | —                                      | —                           | —                              |
| 2018 | «Дикая» (Dikaya)                                                                          | —                                      | —                           | —                              |
| 2018 | «Шантай» (Shantai)                                                                        | —                                      | —                           | —                              |
| 2018 | «Черноглазая» (Chernoglazaya)                                                             | —                                      | —                           | —                              |
| 2018 | «Моё сердце с тобой» (Moyo serdtse s toboy) com Eugenia Mayer                             | —                                      | —                           | —                              |
| 2018 | «Это MALFA» (Eto MALFA) com Kristina Kosheleva, Maksim Svoboda, Rodion Tolochkin e Soufee | —                                      | —                           | —                              |
| 2019 | «Фосфор» (Fosfor)                                                                         | —                                      | —                           | —                              |
| 2019 | «Яратмыйсын» (Yaratmyysyn) com Leah Shamsina                                              | —                                      | —                           | —                              |
| 2019 | «Недотрога» (Nedotroha)                                                                   | —                                      | —                           | —                              |
| 2019 | «Лето любовь» (Leto lyubov')                                                              | —                                      | —                           | —                              |
| 2019 | «Маяки» (Mayaky)                                                                          | —                                      | —                           | —                              |
| 2019 | «Костры» (Kostry)                                                                         | —                                      | —                           | —                              |
| 2019 | «Половина моя» (Polovina moya) com Artem                                                  | —                                      | —                           | —                              |
| 2020 | «Эйя» (Eyya)                                                                              | —                                      | —                           | —                              |
| 2020 | «Дискотека» (Diskoteka)                                                                   | —                                      | —                           | —                              |
| 2020 | «Ближе» (Blizhe)                                                                          | não há dados                           | não há dados                | não há dados                   |
| 2020 | «Девчонка со двора» (Devchonka so dvora)                                                  | 418                                    | não há dados                | 72                             |
| 2020 | «Ягода малинка» (Yagoda malinka)                                                          | 1                                      | 55                          | 1                              |
| 2021 | «Грустинка» (Grustinka)                                                                   | 116                                    | 552                         | 46                             |
| 2021 | «Моменты» (Momenty) com Kolya Kirovsky                                                    | não há dados                           | não há dados                | não há dados                   |
| 2021 | «Открытка» (Otkrytka) com Vanya Dmitrienko                                                | 643                                    | 715                         | não há dados                   |
| 2021 | «Ягодка малинка» (Yagoda malinka) com DJ Smash                                            |                                        |                             |                                |
| 2021 | «Беги» (Begi) com DJ Smash                                                                |                                        |                             |                                |
| 2021 | «Разрывная» (Razryvnaya)                                                                  |                                        |                             |                                |
| 2021 | «На 4 этаже» (Na 4 etazhe)                                                                |                                        |                             |                                |

## Videografia
| Ano  | Título                                       | Diretor            |
| ---- | -------------------------------------------- | ------------------ |
| 2018 | «Дикая» (Dikaya)                             | Vladislav Nekrasov |
| 2019 | «Яратмыйсын» (Yaratmyysyn) com Leah Shamsina | Nellie Molodova    |
| 2021 | «Ягода малинка» (Yagoda malinka)             | OVEN               |
| 2021 | «Грустинка» (Grustinka)                      | Bayar Baradiev     |
| 2021 | «Открытка» (Otkrytka) com Vanya Dmitrienko   | Daniel' Kim        |

## Prêmios
| Ano  | Prêmio        | Categoria        | Indicação                        | Resultado | Ref.          |
| ---- | ------------- | ---------------- | -------------------------------- | --------- | ------------- |
| 2021 | Prêmio RU.TV  | Melhor Começo    | «Ягода малинка» (Yagoda malinka) | Indicado  | [ 16 ]        |
| 2021 | Prêmio MUZ-TV | Revelação do Ano | Хаби́б (Habib)                    | Indicado  | [ 17 ] [ 18 ] |